# Rameau du nœud sinu-atrial de l'artère coronaire droite
 (janvier 2025).
Si vous disposez d'ouvrages ou d'articles de référence ou si vous connaissez des sites web de qualité traitant du thème abordé ici, merci de compléter l'article en donnant les références utiles à sa vérifiabilité et en les liant à la section « Notes et références ».
Le rameau du nœud sinu-atrial de l'artère coronaire droite (ou artère du nœud sinusal) est la première branche collatérale significative de l'artère coronaire droite.

## Origine
Le rameau du nœud sinu-atrial nait dans le premier segment de l'artère coronaire droite.
Il passe entre l'oreillette droite et l'ouverture de la veine cave supérieure.

## Variations

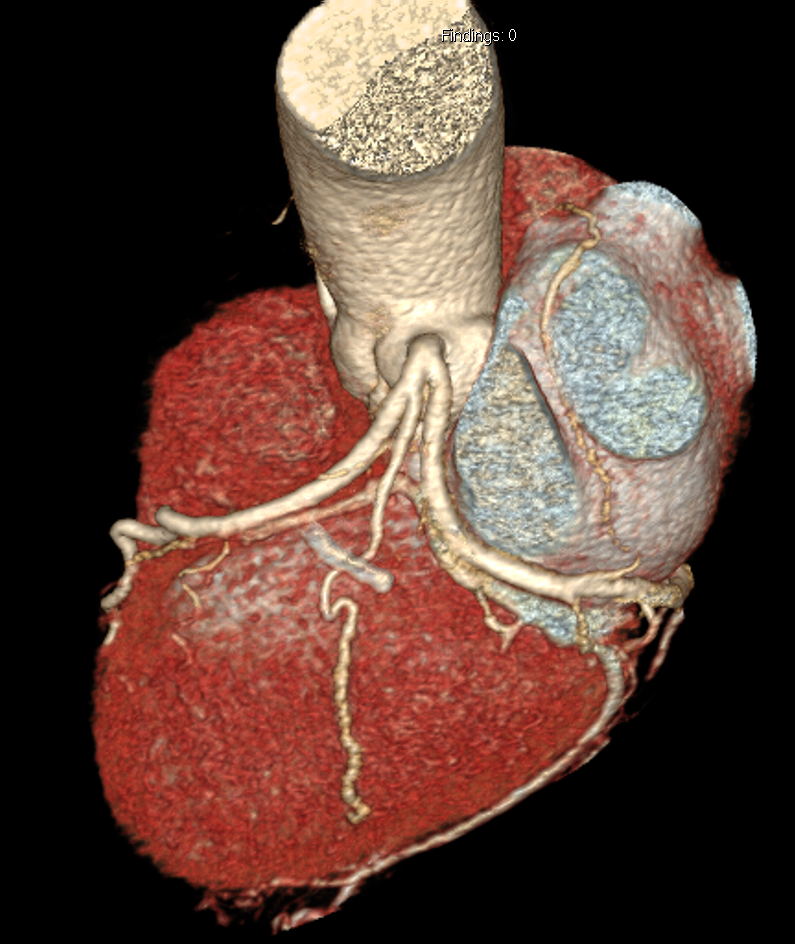
Variante anatomique du rameau du nœud sinu-atrial provenant de l'artère circonflexe proximale

Pour environ 40 % des humains, le rameau du nœud sinu-atrial nait du rameau circonflexe de l'artère coronaire gauche et pour 1 % des humains, il nait directement du sinus coronaire.
Lorsqu'il nait de la branche circonflexe, le rameau passe en haut et à droite en arrière de l'aorte et au-dessus de la veine pulmonaire supérieure gauche.

## Galerie

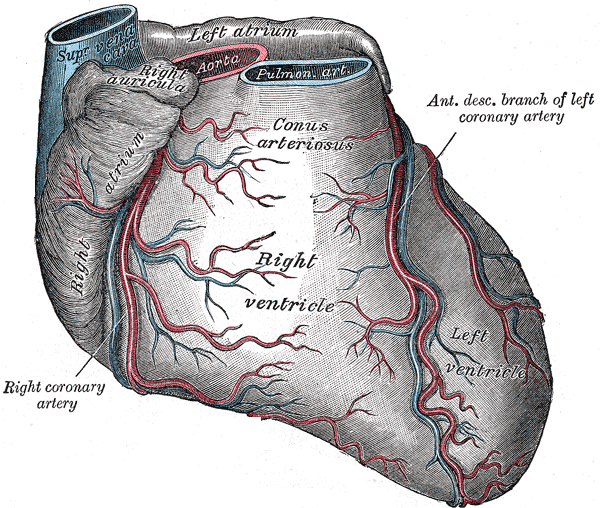
Surface sterno-costale du cœur ( artère coronaire droite visible à gauche)